# Cease to Begin
Cease to Begin es el segundo álbum de estudio del grupo Band of Horses. Fue lanzado e 9 de octubre de 2007.
La primera canción, "Is There a Ghost," estuvo puesta en descarga gratuita en el MySpace de la banda el 28 de agosto de 2007. Esta canción se situó en el puesto 93 de la lista de las 100 mejores canciones de 2007 de Rolling Stone.'s Fue la primera del grupo que consiguió entrar en las listas americanas, llegando al puesto 34 de la lista Billboard Modern Rock Tracks. El álbum se filtró en Internet antes de su lanzamiento. Poco después de la puesta a la venta, la tercera canción y segundo sencillo del disco, "No One's Gonna Love You" fue distribuido por la cadena de cafeterías Starbucks como descargas gratuitas en Itunes.
El álbum entró en el puesto 35 de la lista americana Billboard 200, vendiendo alrededor de 21.000 copias en su primera semana. Por otra parte, Rolling Stone's la situó en el puesto 47 de la lista de las 50 mejores canciones de 2007.
Cease to Begin fue lanzado en Japón el 23 de julio de 2008 bajo el sello Tear Bridge Records. En esta edición se incluyeron tres canciones en directo adicionales y el vídeo de "Is There a Ghost."

## Listado de canciones
1. "Is There a Ghost" - 2:59
2. "Ode to LRC" - 4:16
3. "No One's Gonna Love You" - 3:37
4. "Detlef Schrempf" - 4:28
5. "The General Specific" - 3:07
6. "Lamb on the Lam (in the City)" - 0:50
7. "Islands on the Coast" - 3:34
8. "Marry Song" - 3:23
9. "Cigarettes, Wedding Bands" - 4:35
10. "Window Blues" - 4:01
11. "No One's Gonna Love You" (Live BBC Session) (Japan-only bonus track)
12. "Is There a Ghost" (Live BBC Session) (Japan-only bonus track)
13. "Act Together" (Live BBC Session) (Japan-only bonus track)
14. "Is There a Ghost" (enhanced video) (Japan-only bonus track)

## Sencillos
- "Is There a Ghost" (28 de agosto de 2007)
- "No One's Gonna Love You" (25 de febrero de 2008)

## Recepción
Cease to Begin recibió una puntuación de 78/100 por parte de Metacritic. Además, apareció en muchas otras listas de 2007:
- Austin Chronicle, Doug Freeman, #1 álbum de 2007
- Delusions of Adequacy, #9 álbum de 2007
- Filter Magazine, #2 álbum de 2007
- The Onion AV Club, #5 álbum de 2007
- Paste Magazine, #9 álbum de 2007

## Créditos
- Producido por Phil Ek y Band of Horses.
- Todas las canciones fueron escritas por Band of Horses, excepto "Act Together" que fue escrita por Ronnie Wood.